# Neon
Neon je kemijski element atomskog (rednog) broja 10 i atomske mase 20,1797(6). U periodnom sustavu elemenata predstavlja ga simbol Ne.
Neon su 1898. godine otkrili britanski kemičari Sir William Ramsay i Morris Travers. Ime je dobio od grčke riječi neos, što znači "nov". To je kemijski inertan, jednoatomni, nezapaljivi plin bez boje i mirisa. Spada u skupinu plemenitih plinova.
Neon se može dobiti umjetnim putem, frakcijskom destilacijom tekućeg zraka. Gustoća neona u tekućem stanju je 1,2 gcm^-3, specifične težine u odnosu na zrak 0,674. Komercijalno se dobiva kao nusproizvod frakcijske destilacije tekućeg zraka pri proizvodnji kisika i dušika. Upotrebljava se u svijetlećim napravama (neonske cijevi), u elektronskoj industriji i laserskoj tehnici.
Za većinu primjena nije potreban potpuno čist neon, stoga neon tehničke čistoće obično sadrži primjese argona i kriptona. Pri standardnim uvjetima, neon je jednoatoman plin bez boje, mirisa i okusa. U čvrstom stanju ima plošno centriranu kubičnu strukturu. U prirodi postoji kao smjesa tri stabilna izotopa: Ne-20, Ne-21 i Ne-22, a registrirano je postojanje još deset izotopa (neki su umjetno dobiveni i svi imaju kratka vremena poluraspada - najduže živući izotop ima vrijeme poluraspada 3,38 minuta). Ako kroz plinoviti neon pri sniženom tlaku dođe do električnog pražnjenja, javlja se intenzivna narančasta svjetlost kao posljedica brojnih emisijskih linija u tom dijelu spektra. Stoga se neon najviše upotrebljava za punjenje reklamnih svijetlećih cijevi (neonske svijetleće reklame).
Neon tek pri posebnim uvjetima (prisutnost električnog pražnjenja, povišeni tlak, prisutnost jakih dipolnih molekula u smjesi) može dati mali broj nestabilnih "spojeva", prvenstveno s fluorom. Hidridi neona nisu registrirani niti pri visokim tlakovima.
Pored navedene primjene za punjenje svijetlećih reklama, neonom se pune neki laseri. Smjesa He-Ne bila je upotrijebljena u prvom laseru, a i danas ima relativno veliku primjenu. Koristi se za visokonaponske indikatore, a katkad i kao rashladno sredstvo umjesto skupog helija.
Neon nije toksičan. Bezopasan je plin, iako može izazvati gušenje ako istisne kisik iz pluća.